# Eleições parlamentares europeias de 2004 no distrito de Setúbal
| Eleições parlamentares europeias de 2004 em Portugal Distritos: Aveiro \| Beja \| Braga \| Bragança \| Castelo Branco \| Coimbra \| Évora \| Faro \| Guarda \| Leiria \| Lisboa \| Portalegre \| Porto \| Santarém \| Setúbal \| Viana do Castelo \| Vila Real \| Viseu \| Açores \| Madeira \| Estrangeiro |

## Resultados por Concelho
Os resultados nos concelhos do Distrito de Setúbal foram os seguintes:

### Alcácer do Sal
| Partido                 | Partido                                         | Votos  | %               | +/-  |
| ----------------------- | ----------------------------------------------- | ------ | --------------- | ---- |
|                         | Partido Socialista                              | 2 251  | 44,98 / 100,00  | 0,17 |
|                         | Coligação Democrática Unitária                  | 1 701  | 33,99 / 100,00  | 0,23 |
|                         | Força Portugal                                  | 500    | 9,99 / 100,00   | 3,11 |
|                         | Partido Comunista dos Trabalhadores Portugueses | 172    | 3,44 / 100,00   | 0,74 |
|                         | Bloco de Esquerda                               | 144    | 2,88 / 100,00   | 1,73 |
|                         | Outros                                          | 93     | 1,86 / 100,00   |      |
| Votos Inválidos         | Votos Inválidos                                 | 144    | 2,88 / 100,00   | 0,03 |
| Total                   | Total                                           | 5 005  | 100,00 / 100,00 |      |
| Eleitorado/Participação | Eleitorado/Participação                         | 12 318 | 40,63 / 100,00  | 2,03 |

### Alcochete
| Partido                 | Partido                                         | Votos  | %               | +/-  |
| ----------------------- | ----------------------------------------------- | ------ | --------------- | ---- |
|                         | Partido Socialista                              | 1 764  | 44,31 / 100,00  | 0,22 |
|                         | Coligação Democrática Unitária                  | 986    | 24,77 / 100,00  | 3,40 |
|                         | Força Portugal                                  | 617    | 15,50 / 100,00  | 3,23 |
|                         | Bloco de Esquerda                               | 307    | 7,71 / 100,00   | 6,16 |
|                         | Partido Comunista dos Trabalhadores Portugueses | 74     | 1,86 / 100,00   | 0,06 |
|                         | Outros                                          | 89     | 2,23 / 100,00   |      |
| Votos Inválidos         | Votos Inválidos                                 | 144    | 3,62 / 100,00   | 0,16 |
| Total                   | Total                                           | 3 981  | 100,00 / 100,00 |      |
| Eleitorado/Participação | Eleitorado/Participação                         | 10 655 | 37,36 / 100,00  | 0,89 |

### Almada
| Partido                 | Partido                                         | Votos   | %               | +/-  |
| ----------------------- | ----------------------------------------------- | ------- | --------------- | ---- |
|                         | Partido Socialista                              | 24 667  | 42,89 / 100,00  | 1,95 |
|                         | Coligação Democrática Unitária                  | 12 498  | 21,73 / 100,00  | 3,01 |
|                         | Força Portugal                                  | 11 388  | 19,80 / 100,00  | 4,21 |
|                         | Bloco de Esquerda                               | 4 707   | 8,18 / 100,00   | 4,82 |
|                         | Partido Comunista dos Trabalhadores Portugueses | 674     | 1,17 / 100,00   | 0,04 |
|                         | Outros                                          | 1 345   | 2,50 / 100,00   |      |
| Votos Inválidos         | Votos Inválidos                                 | 2 132   | 3,71 / 100,00   | 0,64 |
| Total                   | Total                                           | 57 511  | 100,00 / 100,00 |      |
| Eleitorado/Participação | Eleitorado/Participação                         | 140 630 | 40,90 / 100,00  | 0,01 |

### Barreiro
| Partido                 | Partido                                         | Votos  | %               | +/-  |
| ----------------------- | ----------------------------------------------- | ------ | --------------- | ---- |
|                         | Partido Socialista                              | 12 733 | 40,88 / 100,00  | 3,65 |
|                         | Coligação Democrática Unitária                  | 10 374 | 33,30 / 100,00  | 4,48 |
|                         | Força Portugal                                  | 3 692  | 11,85 / 100,00  | 3,94 |
|                         | Bloco de Esquerda                               | 2 284  | 7,33 / 100,00   | 4,41 |
|                         | Partido Comunista dos Trabalhadores Portugueses | 498    | 1,60 / 100,00   | 0,22 |
|                         | Outros                                          | 669    | 2,14 / 100,00   |      |
| Votos Inválidos         | Votos Inválidos                                 | 999    | 2,89 / 100,00   | 0,83 |
| Total                   | Total                                           | 31 149 | 100,00 / 100,00 |      |
| Eleitorado/Participação | Eleitorado/Participação                         | 71 570 | 43,52 / 100,00  | 1,31 |

### Grândola
| Partido                 | Partido                                         | Votos  | %               | +/-  |
| ----------------------- | ----------------------------------------------- | ------ | --------------- | ---- |
|                         | Partido Socialista                              | 2 358  | 42,40 / 100,00  | 0,82 |
|                         | Coligação Democrática Unitária                  | 1 771  | 31,85 / 100,00  | 0,48 |
|                         | Força Portugal                                  | 819    | 14,73 / 100,00  | 3,86 |
|                         | Bloco de Esquerda                               | 203    | 3,65 / 100,00   | 2,26 |
|                         | Partido Comunista dos Trabalhadores Portugueses | 155    | 2,79 / 100,00   | 0,30 |
|                         | Outros                                          | 108    | 1,95 / 100,00   |      |
| Votos Inválidos         | Votos Inválidos                                 | 147    | 2,65 / 100,00   | 0,21 |
| Total                   | Total                                           | 5 561  | 100,00 / 100,00 |      |
| Eleitorado/Participação | Eleitorado/Participação                         | 12 789 | 43,48 / 100,00  | 2,14 |

### Moita
| Partido                 | Partido                                         | Votos  | %               | +/-  |
| ----------------------- | ----------------------------------------------- | ------ | --------------- | ---- |
|                         | Partido Socialista                              | 8 256  | 38,12 / 100,00  | 1,70 |
|                         | Coligação Democrática Unitária                  | 7 595  | 35,06 / 100,00  | 2,55 |
|                         | Força Portugal                                  | 2 553  | 11,79 / 100,00  | 3,81 |
|                         | Bloco de Esquerda                               | 1 641  | 7,58 / 100,00   | 4,92 |
|                         | Partido Comunista dos Trabalhadores Portugueses | 431    | 1,99 / 100,00   | 0,03 |
|                         | Outros                                          | 508    | 2,34 / 100,00   |      |
| Votos Inválidos         | Votos Inválidos                                 | 676    | 3,12 / 100,00   | 1,05 |
| Total                   | Total                                           | 21 660 | 100,00 / 100,00 |      |
| Eleitorado/Participação | Eleitorado/Participação                         | 56 153 | 38,57 / 100,00  | 0,02 |

### Montijo
| Partido                 | Partido                                         | Votos  | %               | +/-  |
| ----------------------- | ----------------------------------------------- | ------ | --------------- | ---- |
|                         | Partido Socialista                              | 5 229  | 46,14 / 100,00  | 1,03 |
|                         | Força Portugal                                  | 2 437  | 21,50 / 100,00  | 4,90 |
|                         | Coligação Democrática Unitária                  | 2 009  | 17,73 / 100,00  | 2,56 |
|                         | Bloco de Esquerda                               | 703    | 6,20 / 100,00   | 4,45 |
|                         | Partido Comunista dos Trabalhadores Portugueses | 221    | 1,95 / 100,00   | 0,32 |
|                         | Outros                                          | 295    | 2,61 / 100,00   |      |
| Votos Inválidos         | Votos Inválidos                                 | 440    | 3,88 / 100,00   | 0,53 |
| Total                   | Total                                           | 11 334 | 100,00 / 100,00 |      |
| Eleitorado/Participação | Eleitorado/Participação                         | 34 735 | 32,63 / 100,00  | 1,77 |

### Palmela
| Partido                 | Partido                                         | Votos  | %               | +/-  |
| ----------------------- | ----------------------------------------------- | ------ | --------------- | ---- |
|                         | Partido Socialista                              | 6 236  | 42,65 / 100,00  | 0,24 |
|                         | Coligação Democrática Unitária                  | 3 719  | 25,43 / 100,00  | 1,24 |
|                         | Força Portugal                                  | 2 491  | 17,04 / 100,00  | 4,10 |
|                         | Bloco de Esquerda                               | 951    | 6,50 / 100,00   | 4,54 |
|                         | Partido Comunista dos Trabalhadores Portugueses | 311    | 2,13 / 100,00   | 0,36 |
|                         | Outros                                          | 185    | 2,87 / 100,00   |      |
| Votos Inválidos         | Votos Inválidos                                 | 496    | 3,39 / 100,00   | 0,62 |
| Total                   | Total                                           | 14 622 | 100,00 / 100,00 |      |
| Eleitorado/Participação | Eleitorado/Participação                         | 41 535 | 35,20 / 100,00  | 0,77 |

### Santiago do Cacém
| Partido                 | Partido                                         | Votos  | %               | +/-  |
| ----------------------- | ----------------------------------------------- | ------ | --------------- | ---- |
|                         | Partido Socialista                              | 4 578  | 43,93 / 100,00  | 0,05 |
|                         | Coligação Democrática Unitária                  | 2 577  | 24,73 / 100,00  | 1,23 |
|                         | Força Portugal                                  | 1 900  | 18,23 / 100,00  | 3,22 |
|                         | Bloco de Esquerda                               | 521    | 5,00 / 100,00   | 3,37 |
|                         | Partido Comunista dos Trabalhadores Portugueses | 261    | 2,50 / 100,00   | 0,34 |
|                         | Outros                                          | 229    | 2,20 / 100,00   |      |
| Votos Inválidos         | Votos Inválidos                                 | 354    | 3,40 / 100,00   | 0,18 |
| Total                   | Total                                           | 10 420 | 100,00 / 100,00 |      |
| Eleitorado/Participação | Eleitorado/Participação                         | 26 550 | 39,25 / 100,00  | 1,97 |

### Seixal
| Partido                 | Partido                                         | Votos   | %               | +/-  |
| ----------------------- | ----------------------------------------------- | ------- | --------------- | ---- |
|                         | Partido Socialista                              | 19 415  | 43,08 / 100,00  | 2,83 |
|                         | Coligação Democrática Unitária                  | 10 487  | 23,27 / 100,00  | 3,54 |
|                         | Força Portugal                                  | 8 075   | 17,92 / 100,00  | 4,25 |
|                         | Bloco de Esquerda                               | 3 406   | 7,56 / 100,00   | 4,82 |
|                         | Partido Comunista dos Trabalhadores Portugueses | 705     | 1,56 / 100,00   | 0,19 |
|                         | Outros                                          | 1 246   | 2,76 / 100,00   |      |
| Votos Inválidos         | Votos Inválidos                                 | 1 729   | 3,84 / 100,00   | 1,43 |
| Total                   | Total                                           | 45 063  | 100,00 / 100,00 |      |
| Eleitorado/Participação | Eleitorado/Participação                         | 114 234 | 39,45 / 100,00  | 1,49 |

### Sesimbra
| Partido                 | Partido                                         | Votos  | %               | +/-  |
| ----------------------- | ----------------------------------------------- | ------ | --------------- | ---- |
|                         | Partido Socialista                              | 5 199  | 44,28 / 100,00  | 1,01 |
|                         | Força Portugal                                  | 2 483  | 21,15 / 100,00  | 4,45 |
|                         | Coligação Democrática Unitária                  | 2 160  | 18,40 / 100,00  | 0,99 |
|                         | Bloco de Esquerda                               | 844    | 7,19 / 100,00   | 5,05 |
|                         | Partido Comunista dos Trabalhadores Portugueses | 202    | 1,72 / 100,00   | 0,42 |
|                         | Outros                                          | 352    | 3,00 / 100,00   |      |
| Votos Inválidos         | Votos Inválidos                                 | 501    | 4,27 / 100,00   | 0,24 |
| Total                   | Total                                           | 11 741 | 100,00 / 100,00 |      |
| Eleitorado/Participação | Eleitorado/Participação                         | 32 178 | 36,49 / 100,00  | 0,20 |

### Setúbal
| Partido                 | Partido                                         | Votos  | %               | +/-  |
| ----------------------- | ----------------------------------------------- | ------ | --------------- | ---- |
|                         | Partido Socialista                              | 15 301 | 44,17 / 100,00  | 0,22 |
|                         | Força Portugal                                  | 7 051  | 20,35 / 100,00  | 4,93 |
|                         | Coligação Democrática Unitária                  | 6 934  | 20,01 / 100,00  | 1,20 |
|                         | Bloco de Esquerda                               | 2 648  | 7,64 / 100,00   | 4,40 |
|                         | Partido Comunista dos Trabalhadores Portugueses | 652    | 1,88 / 100,00   | 0,62 |
|                         | Outros                                          | 920    | 2,66 / 100,00   |      |
| Votos Inválidos         | Votos Inválidos                                 | 1 139  | 3,29 / 100,00   | 0,13 |
| Total                   | Total                                           | 34 645 | 100,00 / 100,00 |      |
| Eleitorado/Participação | Eleitorado/Participação                         | 92 968 | 37,27 / 100,00  | 1,09 |

### Sines
| Partido                 | Partido                                         | Votos  | %               | +/-  |
| ----------------------- | ----------------------------------------------- | ------ | --------------- | ---- |
|                         | Partido Socialista                              | 1 620  | 40,89 / 100,00  | 3,96 |
|                         | Coligação Democrática Unitária                  | 1 086  | 27,41 / 100,00  | 1,19 |
|                         | Força Portugal                                  | 615    | 15,52 / 100,00  | 4,01 |
|                         | Bloco de Esquerda                               | 233    | 5,88 / 100,00   | 3,51 |
|                         | Partido Comunista dos Trabalhadores Portugueses | 125    | 3,15 / 100,00   | 0,97 |
|                         | Outros                                          | 102    | 2,59 / 100,00   |      |
| Votos Inválidos         | Votos Inválidos                                 | 181    | 4,56 / 100,00   | 0,87 |
| Total                   | Total                                           | 3 962  | 100,00 / 100,00 |      |
| Eleitorado/Participação | Eleitorado/Participação                         | 10 773 | 36,78 / 100,00  | 1,08 |